# Osbornia arborea
Osbornia arborea är en insektsart som beskrevs av Ball 1935. Osbornia arborea ingår i släktet Osbornia och familjen sköldstritar. Inga underarter finns listade i Catalogue of Life.